# 1974 год в авиации
Список событий в авиации в 1974 году.

## События
- 31 марта - Авиакомпания BOAC была упразднена
- 23 декабря — состоялся первый полёт американского сверхзвукового стратегического бомбардировщика с крылом изменяемой стреловидности B-1 «Лансер»[1].

### Авиакатастрофы
- 26 января — катастрофа Fokker F28 под Измиром: 67 погибших, 6 раненых.

### Без точной даты
- Основана авиакомпания AirNet Express.
- Основана авиакомпания Bar XH Air.
- Сформирована шведская пилотажная группа Команда 60.

## Персоны

### Скончались
- 1 февраля — Абрамчук, Николай Иванович, участник Великой Отечественной войны (капитан, командир эскадрильи 894-го истребительного авиационного полка 101-й истребительной авиационной дивизии ПВО СССР), Герой Советского Союза (1943), подполковник (1954).
- 24 сентября — Прокофьев-Северский, Александр Николаевич, русский и американский лётчик, изобретатель, авиаконструктор.
- 6 декабря — Роберто Бартини, авиаконструктор и учёный. Создал теорию Мир Бартини.